# Hirzstein (Habichtswald)
Der Hirzstein im Gebiet der kreisfreien Stadt Kassel ist ein 502 m ü. NHN hoher Bergsporn der Südflanke des Hohen Habichtswaldes in Nordhessen.

## Geographie

### Lage
Der Hirzstein liegt im Osten des Naturparks Habichtswald auf bewaldetem Gebiet im Südwesten des südwestlichen Kasseler Stadtteils Brasselsberg; er erhebt sich jedoch nördlich oberhalb von Elgershausen, östlich von Hoof und südöstlich der ehemaligen Bergbausiedlung Firnsbachtal, die jeweils zur Gemeinde Schauenburg gehören.
In Richtung Nordwesten, Norden, Nordosten und Osten leitet die Landschaft in den eigentlichen Hohen Habichtswald über und nach Süden und Südwesten fällt sie in das dort im Schauenburger Gemeindegebiet gelegene Tal der Bauna ab. Deren nördlicher Zufluss Firnsbach fließt etwa in Nord-Süd-Richtung westlich am Berg vorbei.

### Naturräumliche Zuordnung
Der Hirzstein gehört in der naturräumlichen Haupteinheitengruppe Westhessisches Berg- und Senkenland (Nr. 34) und in der Haupteinheit Habichtswälder Bergland (342) zum Naturraum Hoher Habichtswald (342.00). Nach Süden fällt die Landschaft in den Naturraum Hoofer Pforte (342.01) ab.

## Aussichtspunkt Hirzstein

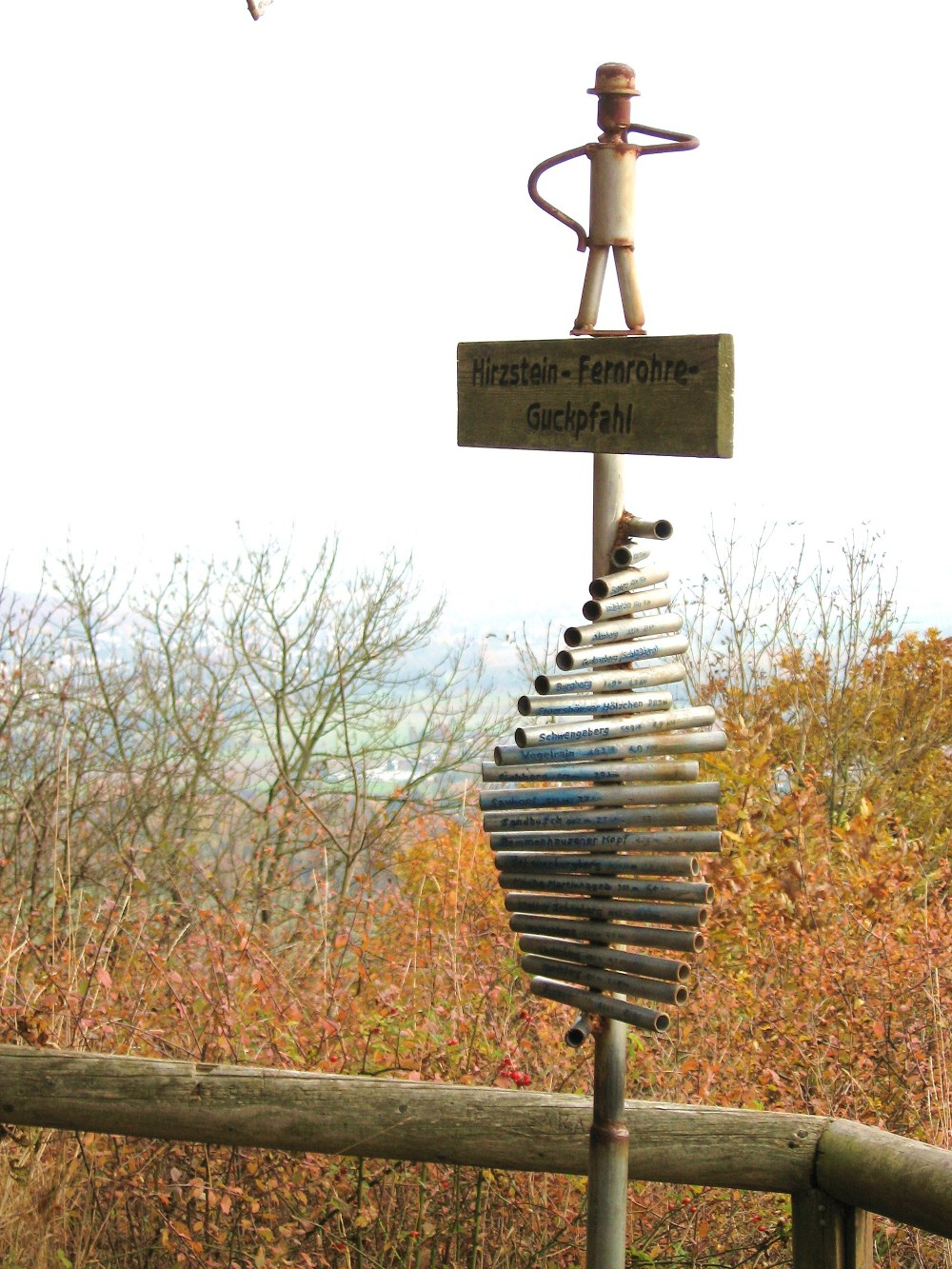
Hirzstein-Fernrohre-Guckpfahl am Aussichtspunkt

Etwas südsüdwestlich des Hirzsteingipfels liegt oberhalb steiler und hoher Felswände des einstigen Basaltsteinbruchs der Aussichtspunkt Hirzstein (⊙) auf 474,8 m Höhe. Von dort fällt der Blick unter anderem zu den Langenbergen, auf Teile von Baunatal (z. B. Großenritte) und Schauenburg (Elgershausen und Hoof) mit dortigem Burgberg, in südlicher Ferne ist jenseits des Odenbergs das Knüllgebirge zu sehen. Vor Ort steht der Hirzstein-Fernrohre-Guckpfahl: Am Pfahl sind 22 Rohre befestigt, die auf Sichtziele des Aussichtspunkts zeigen. Auf jedem Rohr ist das Ziel (zumeist Berg, Erhebung oder Ortschaft) mit Namen und Entfernungsangabe eingraviert.

## Teufelsmauer

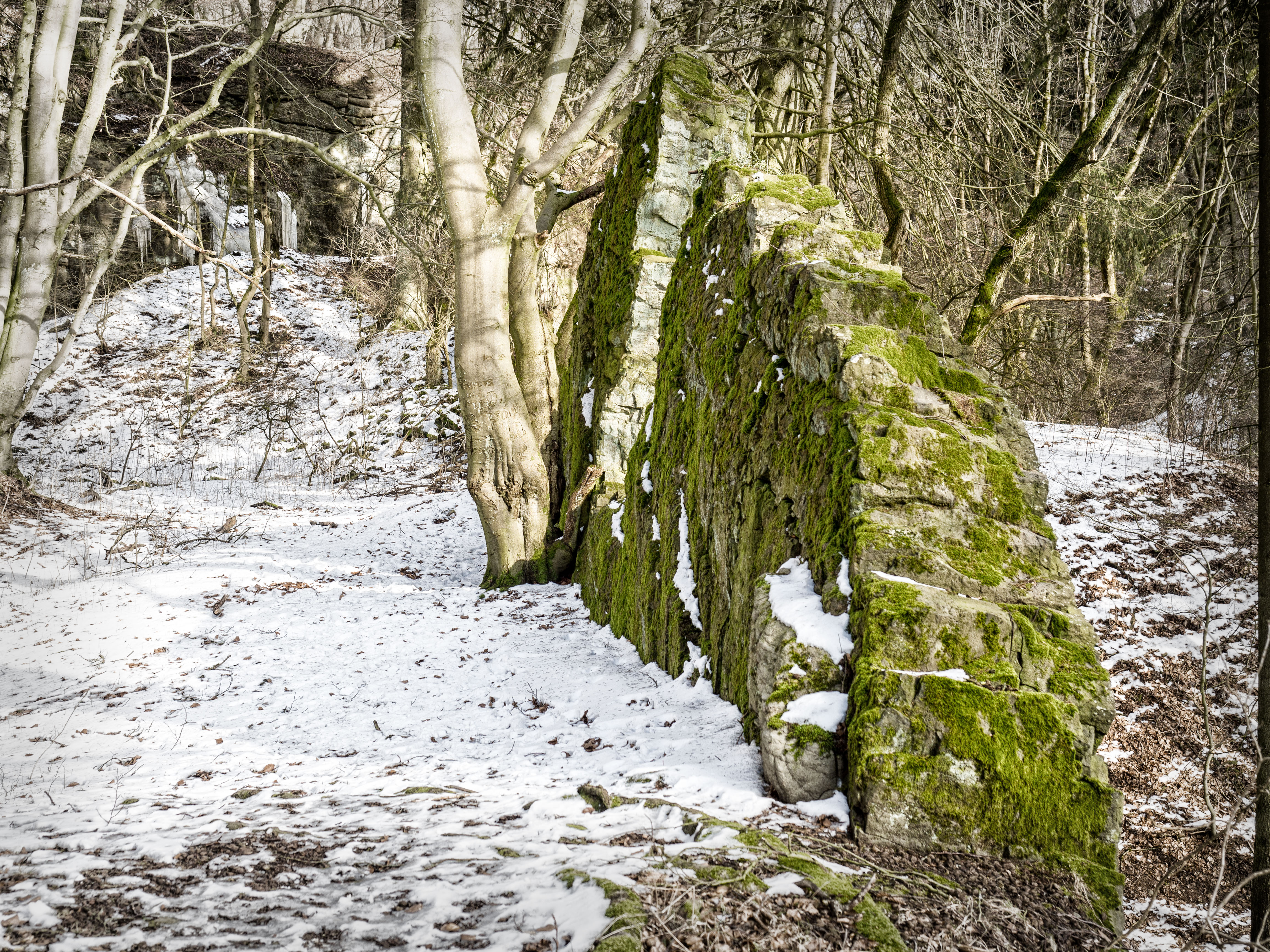
Teufelsmauer nahe dem Hirzstein

Etwa 450 m nordöstlich des Hirzsteingipfels liegt nahe der kleinen Schutzhütte Teufelseck, die neben einer auf 467,6 m Höhe befindlichen Waldwegkreuzung steht, der Basalt-Gang Teufelsmauer. Dieser ist Teil eines kleinen, ehemaligen Steinbruchs, in dem im 18. Jahrhundert Habichtswalder Basalttuff für den Bau des Herkules gebrochen wurde, wobei die natürlich ausgebildete Mauer freigelegt wurde.
Die Mauer ist etwa 30 m lang, etwa 8 bis 10 m hoch und knapp 90 cm dick. Sie entstand, indem aufsteigendes, glutflüssiges Magma die Erdoberfläche nicht erreichte und sich seitwärts in ein weicheres Sedimentgestein – dem Habichtswalder Basalttuff – hinein ergoß und allmählich erkaltete. Wegen ihrer besonderen Eigenart wurde sie als Teil des Naturschutzgebiets Hirstein unter Schutz gestellt.

## Schutzgebiete
Aufgrund der Bedeutung für den Arten- und Naturschutz ist der Hirzstein durch verschiedene Instrumente geschützt.

### Naturschutzgebiet
Auf dem Hirzstein liegt das seit 1979 bestehende und 0,27 km² große Naturschutzgebiet Hirzstein, zu dem seine Kuppe selbst und die nahe Teufelsmauer gehört. Außerdem befinden sich in Gipfelnähe Ringwälle, die als Kulturdenkmal ausgewiesen sind. Südlich, etwas unterhalb des Gipfels liegt ein ehemaliger Basaltsteinbruch mit steilen Felswänden.

### Fauna-Flora-Habitat-Gebiet
Der Hirzstein liegt im großflächigen FFH-Gebiet Habichtswald und Seilerberg bei Ehlen.

### Vogelschutzgebiet
Das EU-Vogelschutzgebiet Hirzstein bei Kassel mit der Gebietsnummer 4722-402 hat eine Fläche von 27,58 ha und ist nahezu deckungsgleich mit dem Naturschutzgebiet. Es wird folgendermaßen beschrieben: Bewaldeter Südabfall des Habichtswaldes mit ehemaligem Steinbruch mit zahlreichen Brutfelsen und -nischen. Verkippungsgelände, trockenwarme Buchenwälder und Felsbandgesellschaften, kleine Höhlen. Das Vogelschutzgebiet dient Erhaltungszielen für den Uhu und dem Wanderfalke.

Schutzgebiet Hirzstein
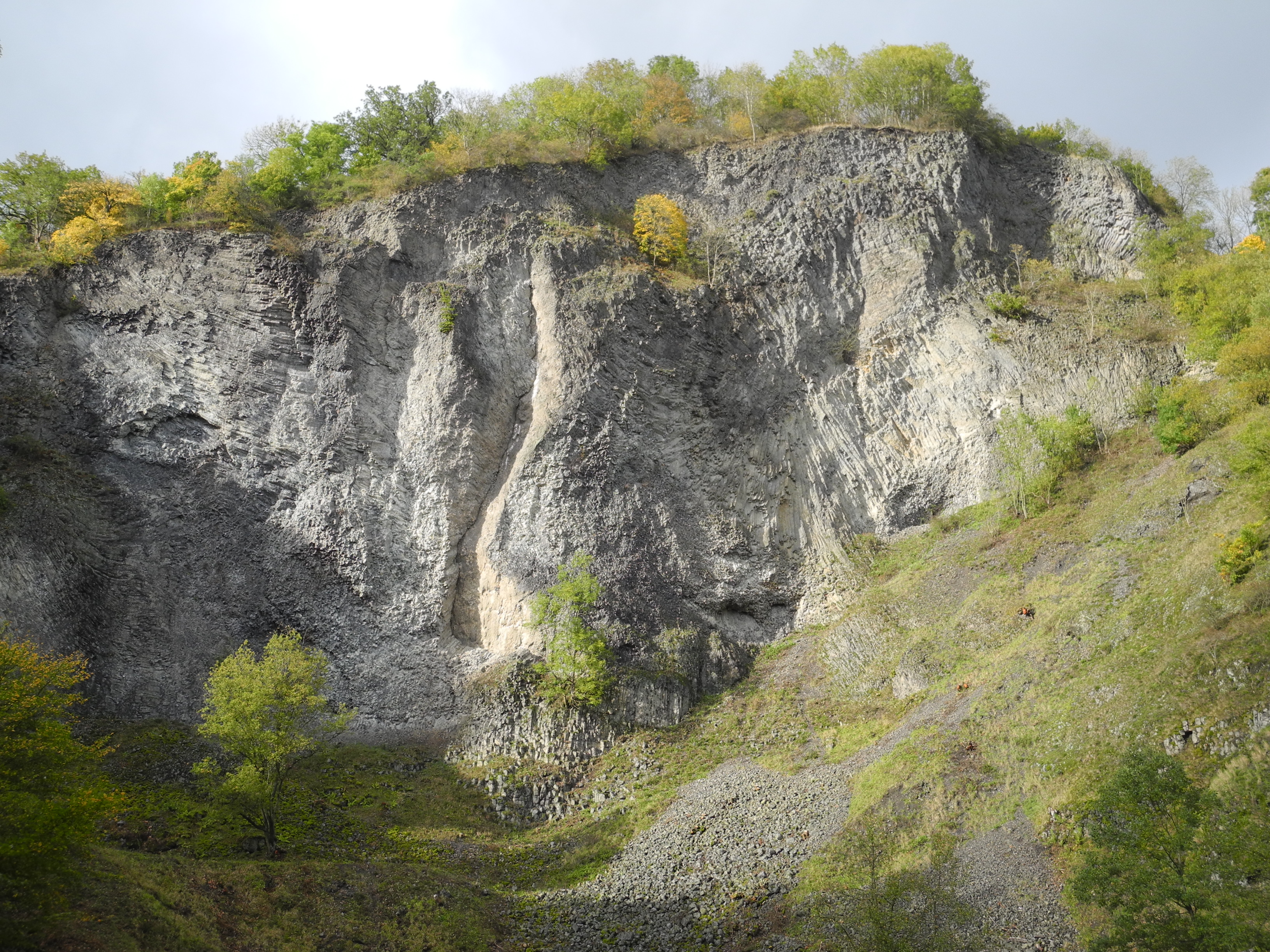
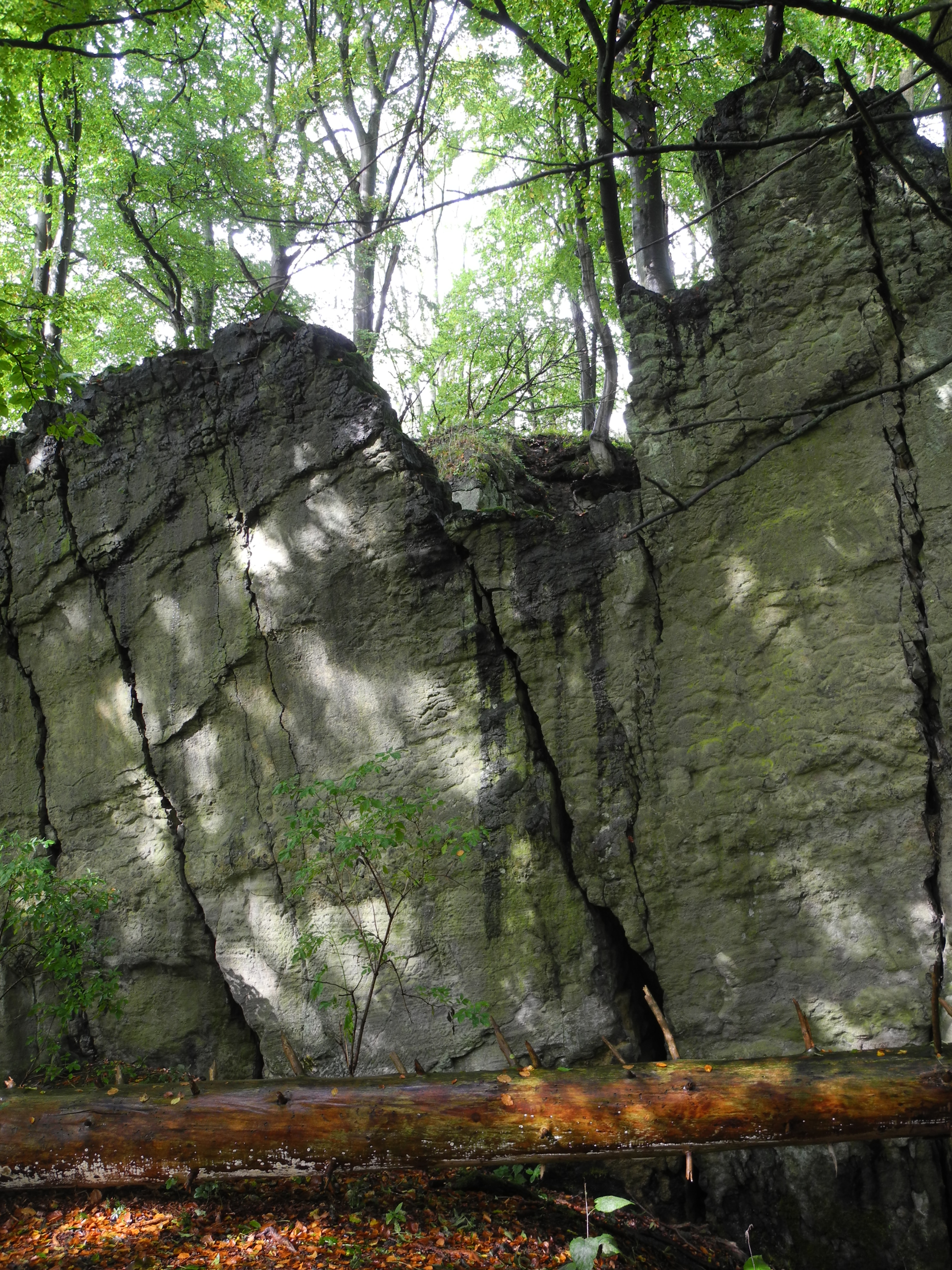
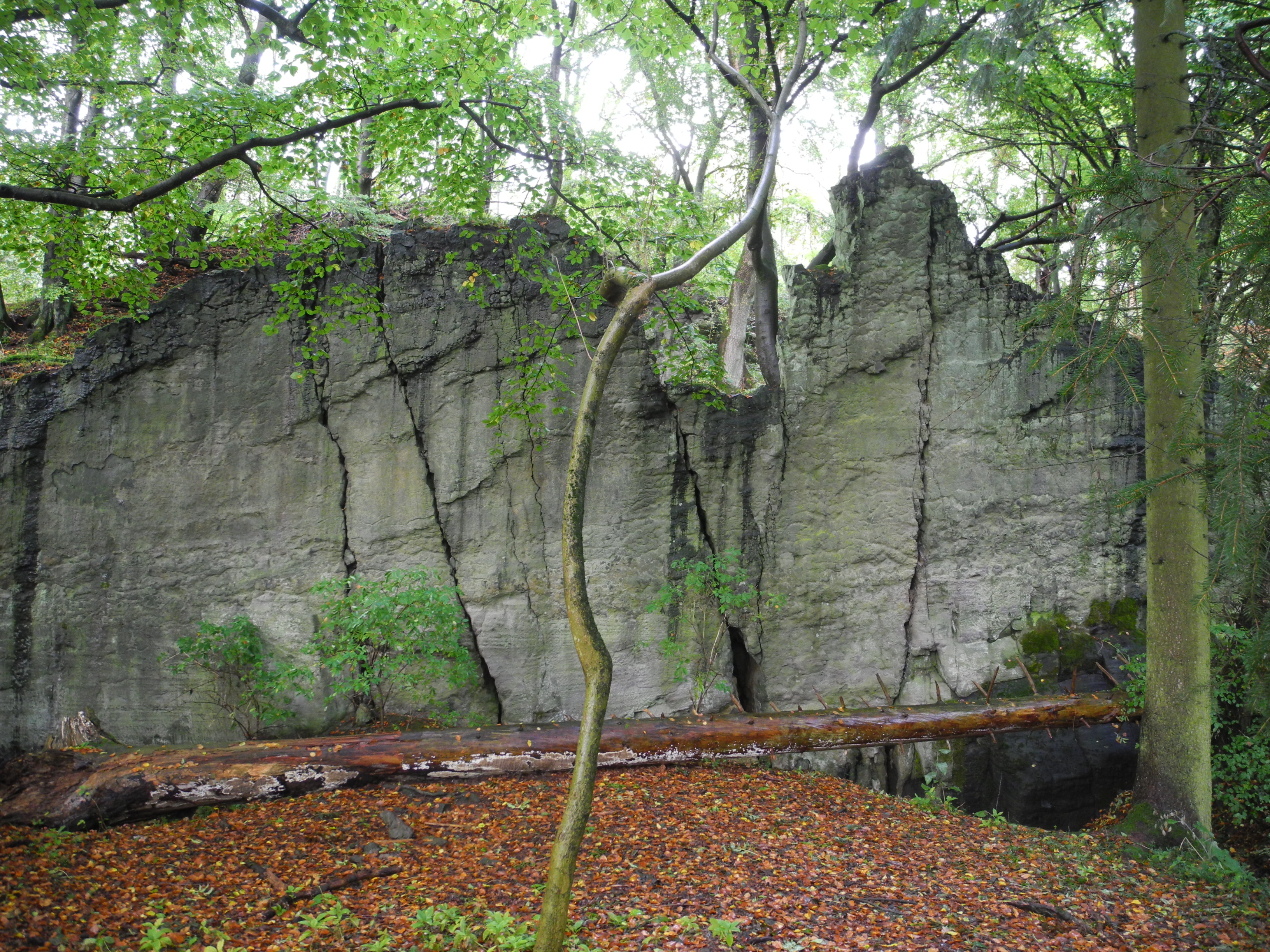
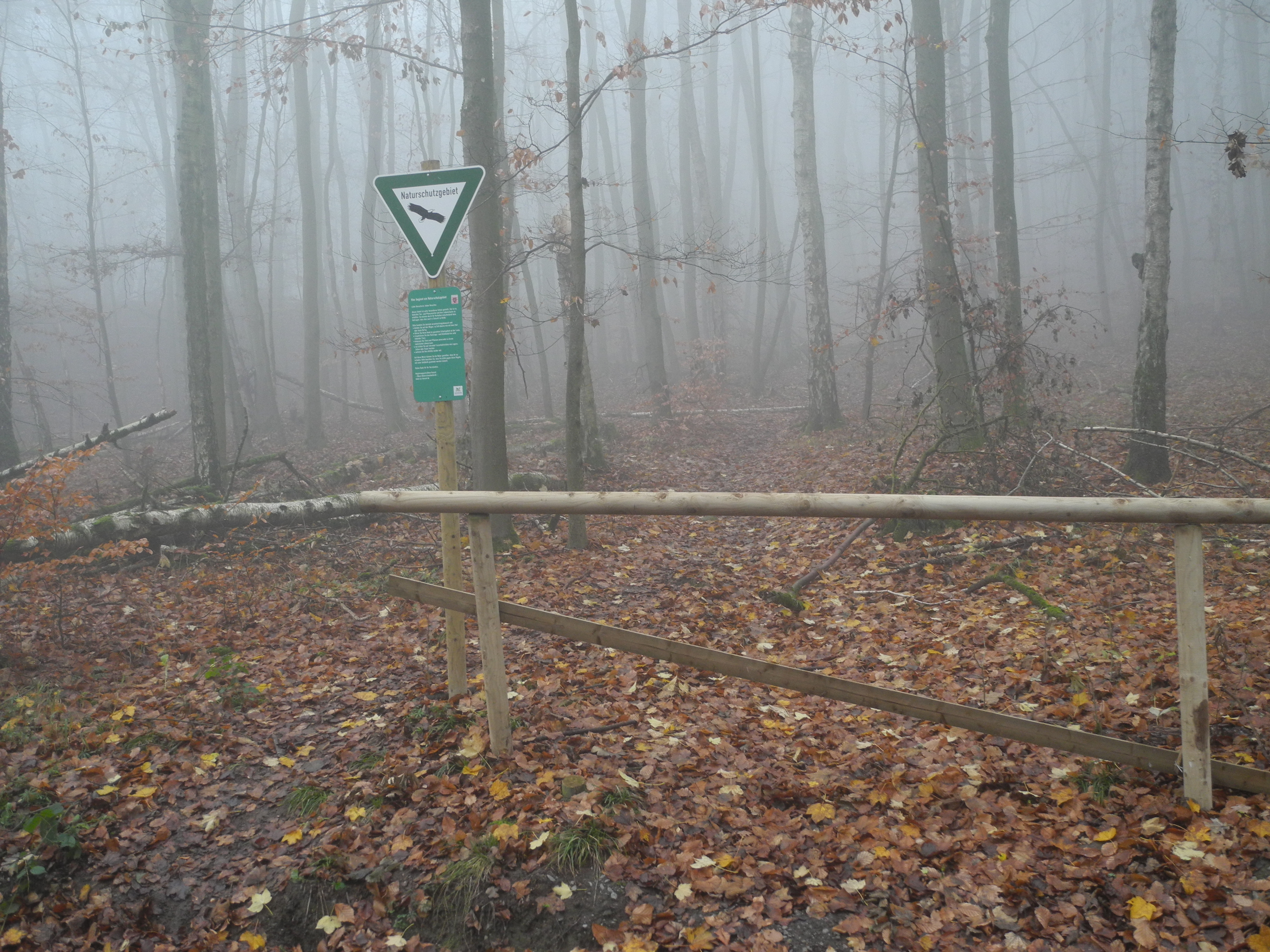

## Anfahrt und Wandern
Südlich vorbei am Hirzstein führt die Bundesautobahn 44. Von deren etwa 2 km südöstlich des Bergs gelegenen Anschlussstelle Kassel-Bad Wilhelmshöhe kann man, erst auf der Landesstraße 3215 (ehemalige Bundesstraße 520), dann auf der Kreisstraße 22 und letztlich auf Nebenstraßen durch Elgershausen fahrend, zu Parkplätzen südlich (nahe einstigem Steinbruch) und nordwestlich (in der Ortslage Firnsbachtal) unterhalb des Bergs gelangen.
Südöstlich, weit unterhalb des Hirzsteingipfels führt vorbei am Südparkplatz der Ederseeweg und durch die nordwestlich seiner Kuppe gelegene Ortslage Firnsbachtal der Habichtswaldsteig. Über den Berg verläuft der die Teufelsmauer passierende Kassel-Steig. Vom Nordwestparkplatz führt ein Weg – teils zusammen mit dem Kassel-Steig – bergauf zur nahe der Mauer stehenden Schutzhütte Teufelseck, um letztlich als Stichweg über die Kuppe zu verlaufen und kurz darauf am Aussichtspunkt Hirzstein zu enden. Von der Teufelsmauer wiederum verläuft ein Weg – teils im oberen Firnsbachtal und dort vorbei an der Gaststätte Herbsthäuschen angelegt – zum Hohen Gras, und in entgegengesetzter Richtung führt er von der Mauer durch die Porta Lapidaria zum Brasselsberg.